# Verchnejarkeevo
Verchnejarkeevo (in russo Верхнеяркеево?; in baschiro Үрге Йәркәй) è un villaggio della Russia europea orientale, situato nella Repubblica autonoma della Baschiria; appartiene al rajon Iliševskij, del quale è il centro amministrativo.
È situato sul fiume Baza (affluente della Belaja), 160 km a nord-ovest di Ufa.